# Язык веера
Язык веера — особый секретный код кавалеров и дам, пользовавшийся популярностью во Франции второй половины XVII—XVIII веков.
Язык веера имел много вариаций в зависимости от общественного круга и даже города. Человеком своего времени он «читался» в процессе разговора, по перемене положения веера, движению руки, по количеству открывшихся и мгновенно закрывшихся отдельных «листиков». Хотя веер находился в руках женщины, знать все тонкости тайного языка должен был мужчина, которому адресовались послания.
Язык веера был общепринятой частью любовной игры. Ему уделялось большое внимание на уроках танцев и этикета. В 1757 году в Париже вышла книга «Учебник четырёх цветов» (фр. Le Livre de Quatre Couleurs), подробно описывающая дамские туалеты и манеры. Отдельную главу в книге занимало описание языка веера. Веер превратился в неотъемлемый атрибут жизни высшего света. С его помощью дамы выражали или, наоборот, скрывали свои чувства. Во Франции говорили: «Веер в руках красавицы — скипетр на владение миром». А в Лондоне даже была открыта «Академия по обучению манерам пользования веером».
В России с Петровской эпохи веер был непременным атрибутом дамского кокетства. В русском языке даже появилось выражение «махаться» — в значении кокетничать. Возраст, с которого можно было начать «махаться», наступал довольно рано — в 13—14 лет.
В 1911 году в Москве вышел сборник правил хорошего тона, в котором несколько страниц посвящено искусству владения веером: «Хороший тон. Сборник правил, наставлений и советов, как следует вести себя в разных случаях домашней и общественной жизни», составленный «по лучшим русским и иностранным источникам А. Комильфо».
Стоит отметить, что существует и противоположный взгляд на язык веера, согласно которому, такой язык не существовал до конца XIX века, и только тогда был придуман и опубликован Жюлем Дювейруа (сыном основателя компании Duvelleroy). В поддержку этого мнения приводится исследование, опубликованное в журнале FANA Journal весной 2004-го в статье Fact & Fiction about the language of the fan, а также полная неизвестность языка веера авторам того времени.